# Padre padrone
Padre padrone är en italiensk film från 1977 i regi av Paolo och Vittorio Taviani. I huvudrollerna ses Omero Antonutti och Saverio Marconi.